# 蔣大烈
蔣大烈（1721年—1758年），字丕承，號雙松，江南蘇州府吳縣人，清朝政治人物。

## 生平
蔣大烈為蘇州婁關蔣氏家族蔣燦五世孫。本生高祖蔣圻（字胤侯，號雪菴，1617-1664）為蔣燦第三子，監生。曾祖蔣之逵為蔣圻次子，出嗣伯父蔣垣。祖父蔣文瀾，父蔣曰梅，母為陸肯堂女。
蔣大烈為蔣曰梅次子，吳縣監生，乾隆十二年（1747年）丁卯科順天鄉試舉人，十七年（1752年）大挑一等，同年丁父憂。服闋，二十年（1755年）冬署浙江桐廬縣知縣，兼署縉雲縣及宣平縣知縣。蔣大烈在署桐廬縣知縣任上參與重修《桐廬縣志》，並勸富戶捐糧以平穩米價，後任浙江西安縣知縣，授文林郎。二十三年（1758年）春卒。

## 家庭
夫人為吳省齋女；繼妻為陸賜書次女；再繼妻為陸賜書三女；側室張氏。有五子：蔣錦堂、蔣懋堂、蔣力堂、蔣賡堂及蔣怵堂。